# Сантюль Луп
Сантюль Луп (фр. Centulle Loup, баск. Zentulo Lope; ум. около 844) — полулегендарный 1-й виконт Беарна с 819 года.

## Биография
«Хартия Алаона» сообщает, что у герцога Васконии Лупа III Сантюля было 2 сына: Сантюль Луп и Донат Луп (ум. 838/865). Аббат Монлезён в своей «Истории Гаскони» писал, что сын императора Людовика Благочестивого, король Аквитании Пипин I, в подчинении которого находилась Васкония, предпринял поход против Лупа III Сантюля, в результате чего тот был свергнут и отправлен в изгнание, а двое его сыновей сохранили за собой некоторую часть отцовских владений. Сантюль Луп получил Беарн, став родоначальником Беарнского дома, а Донат Луп — графство Бигорр, став родоначальником Бигоррского дома.
Однако, поскольку есть серьёзные сомнения в достоверности «Хартии Алаона», то существуют предположения об ошибочности подобной версии происхождения Беарнского и Бигоррского домов. Сеттипани считает, что у Лупа III был единственный сын Луп, который был отцом графа Пальярса и Рибагорсы Рамона I, Унифреда, Дадильдис, жены короля Памплоны Гарсии II Хименеса, и, возможно, Доната Лупа, графа Бигорра. Что до Сантюля, родоначальника Беарнского дома, Сеттипани хотя и указывает на родство его с Гасконским домом, но сомневается в его происхождении от Лупа III. И если существование Доната Лупа подтверждается другими документами, то существование Сантюля Лупа, известного только по «Хартии Алаона», вызывает у историков сомнения. Сейчас образование виконтства Беарн на основании нескольких актов о пожертвовании собственности монастырям относят к более позднему времени — к 864—880 году.
Согласно Монлезёну, Сантюль Луп умер в 844 году, оставив малолетнего сына под опекой его матери Ории. Имя нового виконта Монлезён не сообщает, но предполагается, что им мог быть Сантюль (I).